# Virden (Illinois)
Virden város az USA Illinois államában, Macoupin és Sangamon megyében. Lakosainak száma 3231 fő (2020. április 1.).

## Népesség
A település népességének változása:

| 2010 | 3 425 |
| 2020 | 3 231 |